# ماكس بي. هارلو
ماكس بي. هارلو (بالإنجليزية: Max B. Harlow)‏ هو مهندس فضاء جوي ومهندس أمريكي، ولد في 1903، وتوفي في 1967 في باسادينا في الولايات المتحدة.